# Berlín Occidental

Mapa de Berlín Oest i l'Est, els encreuaments fronterers, les xarxes de metro
(al mapa interactiu)

Berlín Occidental o Berlín de l'Oest és la part de Berlín que el 1945, després de la Segona Guerra Mundial, va quedar sota control dels Aliats: els Estats Units, el Regne Unit i França. Berlín Oriental, en canvi, va quedar sota el control de la Unió Soviètica.

## Denominació
La denominació oficial segons la República Federal d'Alemanya (RFA) era Berlin (West), és a dir, Berlín (Oest), tot i que col·loquialment se l'anomenava West-Berlin. Per contra, a la República Democràtica d'Alemanya (RDA) la denominació oficial era Selbständige politische Einheit Westberlin (unitat política autònoma de Berlín occidental), abreujat Westberlin. A l'època de la Guerra freda, doncs, es podia determinar l'origen o la filiació política d'un text només per la manera d'escriure el nom de la ciutat.
La denominació de l'RDA intentava, en primer lloc, transmetre la idea que Berlín de l'Oest era un territori geogràficament autònom; d'altra banda, però, procurava que Berlín de l'Est, anomenat Berlin, Hauptstadt der DDR (Berlín, capital de l'RDA), no fos considerada com una simple meitat d'alguna cosa, sinó com una ciutat en si mateixa creada a partir de la partició definitiva de Berlín.

## Estatut legal
Segons l'Acord de les Quatre Potències sobre Berlín (Viermächteabkommen über Berlin) de 3 de setembre de 1971, Berlín Oest no era una part integral de l'RFA, simplement hi tenia un vincle especial. Tanmateix, alguns òrgans de l'RFA duien a terme sessions regulars en aquesta part de la ciutat, cosa que generava protesta a la part soviètica.
Les lleis aprovades pel Bundestag o Parlament de l'RFA no podien tenir aplicació a Berlín de l'Oest, sinó que abans s'havien de tornar a aprovar al Berliner Abgeordnetenhaus (actualment, el Parlament regional de Berlín) i només llavors tenien efecte a la ciutat. A més a més, els diputats berlinesos al Bundestag no tenien vot, sinó només un caràcter consultiu, i no eren escollits directament per l'electorat, sinó que eren designats pel Abgeordnetenhaus. Tot i això, sí que tenien dret de vot a l'Assemblea federal.
En altres qüestions, com ara la gestió dels aeroports comercials de Berlín Occidental, ni tan sols el burgmestre era rellevant, ja que molts d'aquests assumptes eren gestionats directament per l'administració aliada.

## Els anys de divisió
Tot i que Berlín de l'Oest era una entitat separada de Berlín de l'Est a partir de 1949, durant més d'una dècada va haver-hi llibertat de moviments entre tots dos sectors, i seguia funcionant de facto com una única ciutat. La xarxa de metro, reconstruïda després de la guerra, abastava ambdues zones conjuntament. Molta gent vivia en una part de la ciutat i, per exemple, treballava a l'altra o hi tenia la família.
A mesura que la Guerra freda s'intensificava, molts berlinesos orientals van començar a traslladar-se a l'oest. Les autoritats soviètiques van decidir tancar les fronteres, fet que es coneix com a Bloqueig de Berlín. Tot i que al principi la lliure circulació de persones es va mantenir, la de mercaderies no, i els aliats van haver d'organitzar un pont aeri, que va acabar amb la reobertura de la frontera també per a productes i mercaderies. Finalment, totes dues parts de la ciutat van quedar físicament separades per la construcció del Mur de Berlín el 13 d'agost de 1961. Als ciutadans occidentals se'ls va garantir la possibilitat de viatjar cap a l'RFA per aire i mitjançant autobusos i trens específics.
El 26 de juny de 1963, el president dels Estats Units d'Amèrica John F. Kennedy va visitar Berlín Occidental, on va fer un discurs en què pronuncià la famosa frase "Ich bin ein Berliner". L'any 1987, el president Ronald Reagan, davant la Porta de Brandenburg, va llançar un repte al president de la Unió de Repúbliques Socialistes Soviètiques (URSS): «Secretari General Gorbatxov, si voleu la pau, si voleu prosperitat per a l'URSS i l'Europa de l'Est, si voleu la llibertat: Veniu a aquesta porta! Sr. Gorbatxov, obriu aquesta porta! Sr. Gorbatxov, enderroqueu aquest mur!».
El 9 de novembre de 1989 el mur fou obert i les dues ciutats van tornar a estar juntes físicament, però encara no legalment. Després del Tractat Dos Més Quatre, signat per les dues Alemanyes i les quatre potències aliades, es va obrir el camí cap a la reunificació i cap a la fi de l'ocupació occidental de Berlín de l'Oest. El 3 d'octubre de 1990, ambdues parts es van unir en un únic municipi, que a més va passar a formar un nou estat alemany i, més tard, la ciutat fou designada capital d'Alemanya.

## Districtes de Berlín de l'Oest

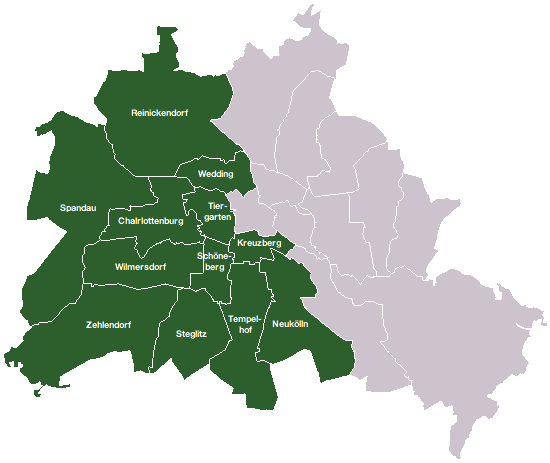
Districtes de Berlín Occidental

Berlín Occidental era dividit en tres sectors, cadascun sota la tutela d'un dels aliats occidentals:
- Sector americà:
  - Kreuzberg
  - Neukölln
  - Tempelhof
  - Schöneberg
  - Steglitz
  - Zehlendorf
- Sector britànic:
  - Tiergarten
  - Charlottenburg
  - Wilmersdorf
  - Spandau
- Sector francès:
  - Reinickendorf
  - Wedding